# پارک اون-بین
پارک اون بین (کره‌ای: 박은빈؛ زادهٔ ۴ سپتامبر ۱۹۹۲) بازیگر اهل کره جنوبی است. او قبلاً بازیگر کودک بوده‌است و بیشتر به خاطر ایفای نقش اصلی در دوران جوانی (۲۰۱۶–۲۰۱۷)، لیگ جذاب (۲۰۱۹–۲۰۲۰)، احساس پادشاه (۲۰۲۱) و وکیل وو خارق‌العاده (۲۰۲۲) شناخته می‌شود.

## زندگی شخصی
پارک اون بین در سئول به دنیا آمده‌است. خانواده او متشکل از مادر، پدر و یک برادر بزرگتر (متولد ۱۹۹۱) است.
در سال ۱۹۹۶ او اولین کار خود را به عنوان کاتالوگ لباس کودکان انجام داد، پس از اولین حضور به عنوان یک مدل کودک، اولین بازیگری خود را در سن ۴ سالگی انجام داد. در طول دوران حرفه‌ای خود به عنوان یک بازیگر کودک، بیشتر در نقش جوانی بازیگر نقش اول زن بازی کرده‌است.
او اولین نقش اصلی خود را در سریال《Operation Proposal》بازی کرد. او از زمان شروع کارش بدون هیچ وقفه‌ای کار کرده‌است. پارک اون بین از گروه پخش و سرگرمی دانشگاه سونگانگ فارغ‌التحصیل شد.
پارک از سال ۲۰۱۷ به بعد در نقش‌های اصلی درام‌های مختلف ایفای نقش کرده‌است. در سال ۲۰۱۷، در سریال《Judge vs. Judge》بازی کرد. همچنین سال بعدش در سریال ترسناکی به نام 《 The Ghost Detective 》بازی کرد.
پارک اون بین پس از بازی در درام تحسین شده 《Hot Stove Lesgue》 در سال ۲۰۱۹ محبوبیت بیشتری به دست آورد و برنده Grimae Awards برای بهترین بازیگر زن ۲۰۲۰ شد. او با بازی در سریال تاریخی《The King's Affection 》به اوج شهرت خود رسید و جایزه Best Couple KBS رو برای زوج این سریال گرفت.
به گفته همکارانش، پارک اون بین یک بازیگر مهربان، شاد و باهوش است. تیپ شخصیتی او INFP است.

## فیلم‌شناسی

### فیلم سینمایی
| سال  | عنوان                | کاراکتر    |
| ---- | -------------------- | ---------- |
| ۲۰۱۰ | زنگ مرگ، کمپ خونی    | نا رائه    |
| ۲۰۱۳ | خیلی مخفیانه         | یون یو ران |
| ۲۰۲۲ | جادوگر: بخش ۲. دیگری | کیونگ هی   |
| ۲۰۲۳ | بوستون۱۹۴۷           | اوک ریم    |

### مجموعه تلویزیونی
| سال  | عنوان                | کاراکتر     | شبکه       |
| ---- | -------------------- | ----------- | ---------- |
| ۱۹۹۸ | شب های سفید          | چوی سو یونگ | اس‌بی‌اس     |
| ۲۰۰۷ | پادشاه خدایان        | یونگ سو     | ام‌بی‌سی     |
| ۲۰۰۹ | امپراتور آهن         | یونگ        | کی‌بی‌اس۲    |
| ۲۰۰۹ | ملکه سوندوک          | شاهزاده     | ام‌بی‌سی     |
| ۲۰۱۱ | رویای بلند           | گو هیو سونگ | کی‌بی‌اس۲    |
| ۲۰۱۲ | پیشنهاد تاثیرگذار    | هام یی سول  | تی‌وی چوسان |
| ۲۰۱۳ | هور جون، داستان اصلی | لی دا هی    | ام‌بی‌سی     |
| ۲۰۱۴ | در مخفی              | هیونگ یونگ  | اس‌بی‌اس     |
| ۲۰۱۶ | هنرمندان             | سو هیون     | اس‌بی‌اس     |
| ۲۰۱۶ | دوران جوانی          | سونگ جی ون  | جی‌تی‌بی‌سی   |
| ۲۰۱۶ | بابا مواظبتم         | اوه دونگ هی | ام‌بی‌سی     |
| ۲۰۱۷ | قاضی در برابر قاضی   | لی جونگ جو  | اس‌بی‌اس     |
| ۲۰۱۸ | کارآگاه روح          | جونگ یو وول | کی‌بی‌اس۲    |
| ۲۰۱۹ | لیگ جذاب             | لی سو یونگ  | اس‌بی‌اس     |
| ۲۰۲۰ | از برامس خوشت میاد؟  | چه سونگ آه  | اس‌بی‌اس     |
| ۲۰۲۱ | احساس پادشاه         | لی هوی      | کی‌بی‌اس۲    |
| ۲۰۲۲ | وکیل وو خارق‌العاده   | وو یونگ وو  | نتفلیکس    |
| ۲۰۲۳ | دیوای جزیره متروک    | سو موک ها   | تی‌وی‌ان     |

### مجموعه اینترنتی
| سال  | عنوان      | کاراکتر  |
| ---- | ---------- | -------- |
| ۲۰۱۶ | بانک شکلات | ها چو کو |